# Gabriel Michalič
Gabriel Michalič (1. září 1902 – 31. října 1982) byl československý politik ukrajinské (respektive rusínské národnosti) a poslanec Prozatímního Národního shromáždění za Ukrajinskou národní radu Prjaševčiny.

## Biografie
V letech 1945-1946 byl poslancem Prozatímního Národního shromáždění za Ukrajinskou národní radu Prjaševčiny. V parlamentu setrval do parlamentních voleb v roce 1946.